# Peter Quinn
Peter Quinn (Subiaco, 17 febbraio 1928 – Bunbury, 23 agosto 2008) è stato un vescovo cattolico australiano.

## Biografia
Peter Quinn nacque il 17 febbraio 1928 a Subiaco, un sobborgo di Perth, in una famiglia con cinque figli.
Studiò presso la Sacred Heart Primary School e proseguì poi presso il Christian Brothers' College a Highgate, sempre a Perth, e infine fu tra i primi venti studenti ad entrare al St Charles Seminary, aperto nel febbraio 1942. Nel 1947 fu inviato a Roma per studiare presso il Pontificio Collegio Urbano e sempre a Roma fu ordinato presbitero il 21 dicembre 1950 dal cardinale Pietro Fumasoni Biondi.
Tornato in Australia, assunse il suo primo incarico nel febbraio 1955 come parroco della parrocchia del Sacro Cuore ad Highgate fino al 1960, quando fu nominato segretario dell'arcivescovo Redmond Garrett Prendiville. Infine, nel 1965 divenne parroco della nuova parrocchia di Mirrabooka, altro sobborgo di Perth, e nel 1968 fu nominato vicario generale dell'arcidiocesi.
Il 26 giugno 1969 papa Paolo VI lo nominò vescovo ausiliare di Perth, assegnandogli la sede titolare di Falerone. Ricevette l'ordinazione episcopale il 27 agosto seguente per imposizione delle mani dell'arcivescovo Launcelot John Goody. Scelse come proprio motto episcopale Laetamini in Domino.
Tredici anni dopo, il 26 maggio 1982, papa Giovanni Paolo II lo nominò vescovo di Bunbury. Prese possesso della diocesi il successivo 4 agosto. Resse la diocesi per 18 anni e mezzo, rassegnando le dimissioni il 20 dicembre 2000.
Morì a Bunbury il 23 agosto 2008 all'età di 80 anni a causa di un cancro. Sepolto inizialmente nel cimitero locale, le sue spoglie mortali furono traslate nella cripta della cattedrale di San Patrizio il 29 agosto 2011.

## Genealogia episcopale e successione apostolica
La genealogia episcopale è:
- Cardinale Scipione Rebiba
- Cardinale Giulio Antonio Santori
- Cardinale Girolamo Bernerio, O.P.
- Arcivescovo Galeazzo Sanvitale
- Cardinale Ludovico Ludovisi
- Cardinale Luigi Caetani
- Cardinale Ulderico Carpegna
- Cardinale Paluzzo Paluzzi Altieri degli Albertoni
- Papa Benedetto XIII
- Papa Benedetto XIV
- Papa Clemente XIII
- Cardinale Marcantonio Colonna
- Cardinale Giacinto Sigismondo Gerdil, B.
- Cardinale Giulio Maria della Somaglia
- Cardinale Carlo Odescalchi, S.I.
- Cardinale Costantino Patrizi Naro
- Cardinale Serafino Vannutelli
- Cardinale Domenico Serafini, O.S.B.
- Cardinale Pietro Fumasoni Biondi
- Arcivescovo Filippo Bernardini
- Cardinale Norman Gilroy
- Vescovo Alfred Joseph Gummer
- Arcivescovo Launcelot John Goody
- Vescovo Peter Quinn

La successione apostolica è:
- Vescovo Gerard Holohan (2001)